# DF-21
DF-21은 중국의 준중거리 탄도 미사일(MRBM)이다. JL-1 잠수함 발사형과 동일하다.

## 노동 1호
DF-21은 북한의 노동 1호 , 무수단 미사일과 크기가 매우 유사하다. 러시아의 R-21을 개량한 것으로 알려져 있는 노동 1호는 액체연료를 쓴다고 알려져 있으나, 노동 1호를 수입한 이란은 고체연료를 개발했다. DF-21은 고체연료를 사용한다. DF-21의 무게는 14톤, 노동 1호는 17톤이며, 둘 다 잠수함 발사형과 연관되어 있는 점도 비슷하다.

## DF-21 (CSS-5 Mod-1)
기본형이다. 사거리 1,700 km, 탄두중량 600 kg이다. 500kt 핵탄두 1발을 탑재한다. CEP는 300~400m이다. 실전배치되지 않았다.

## DF-21A (CSS-5 Mod-2)
DF-21A는 1996년까지 실전배치되었다. CEP를 100~300m로 향상했다. GPS를 사용한다. 90 kt 핵탄두 1발을 탑재했으며, 사거리가 2700 km로 늘어났다.

## DF-21C (CSS-5 Mod-3)
2006년에 발견되었다. 사거리 1,700 km이며 GPS를 이용, CEP가 순항 미사일 수준인 30~40m로 높아져 정밀 공격이 가능해졌다. 2010년 인도 언론은 DF-21C가 인도 국경을 따라 배치되었다는 부정확한 보도를 했다. DF-21은 원래 핵미사일로 개발되었으며, 핵미사일은 CEP에 크게 신경쓰지 않는다. 보통 CEP를 향상시키는 것은 재래식 탄두를 사용한 미사일에나 필요하다. 그런데, 이번 미사일은 CEP 30 m의 정확도를 달성, 처음으로 재래식 탄두 탑재가 가능해졌다. CEP 30 m는 F-16 전투기의 레이저 유도 스마트 폭탄 페이브웨이 시리즈의 정확도이다.
한국 현무-2C와 외양이 비슷하다. 제원 비교는 현무-2C 참조.

## DF-21D (CSS-5 Mod-4)
미국 국방부는 중국이 DF-21 핵미사일을 개조해, 재래식 탄두를 장착한 사거리 3,000 km인 항공모함 공격용 대함탄도미사일(ASBM)을 개발했다고 밝혔다. 이것은 세계 최초이자 유일한 ASBM이다. 탄두에 유도비행이 가능한 MaRV를 장착하였으며, 2005-2006년에 시험발사했다.
사거리 6,000 km인 DF-26도 항모킬러 기능이 있다. 2015년 9월 3일, 박근혜 대통령이 참석한 중국 인민 항일 전쟁 및 세계 반파시즘 전쟁 승리 70주년 기념 대회에서 항모킬러로 불리는 DF-21D와 DF-26이 최초로 공개되었다.
중국은 대함탄도미사일(ASBM)을 지원하는 정찰위성도 발사했다.
- Yaogan-VII 광학 정찰위성 - 2009년 12월 9일
- Yaogan-VIII SAR 정찰위성 - 2009년 12월 14일
- Yaogan-IX 해양관측위성 시스템 (3개의 위성으로 이루어져 있다) - 2010년 3월 5일[8]

세계 최초의 대함탄도미사일(ASBM)인 DF-21D를 모방하여, 2017년 4월 15일, 김일성 생일 열병식에서 북한이 스커드-ER 개량형인 대함탄도미사일(ASBM)을 최초로 공개했다. 스커드 참조.

### 항공모함 타격 능력에 대한 논란
중국의 둥펑 미사일(DF-21D)이 항공모함 타격 능력이 있는 대함탄도미사일(ASBM)이라고 알려졌지만, 실제로 미 항공모함을 타격할 수 있는지에 대한 여부는 논란이다.
1. 미 항모는 최신 군함이기 때문에 시속 56km/h로 계속 이동하고 다닌다. 탄두에 유도비행이 가능한 기술을 넣었다 한들, 바다에 떠다니는 배를 타격이 가능할 능력이 있다는 건 검증이 된게 없다.
2. 탄도 미사일은 높은 고도를 비행해야하기 때문에 레이더에 잘 잡히고, 항모전단에서 항모를 호위하는 이지스함이 발사한 요격 미사일에 격추당하는데 취약하다.
3. 미사일의 종말 유도 방식이 레이더인데, 미군의 전자전 교란과 재밍을 해결하고 미 함대를 타격 가능하다는 사실에 대해서 밝혀진게 없다.
4. 탄도 미사일을 준비하고 발사하거나 발사하고 재장전하는 과정에는 적지 않은 시간이 든다. 미 함대의 보복 성격의 정밀 타격(토마호크, 공대함 미사일)로부터 보호받을 방공망도 중국에겐 없다.

## KT ABM/ASAT
KT 시리즈는 탄도 미사일 요격 미사일 또는 인공위성 요격 미사일이다.
- KT-1: 탄도 미사일 요격용
- KT-1A: KT-1 개량형
- KT-409: 고체연료 사용
- SC-19: KT-1 파생형
- KT-2: 고도 600 km인 지구 저궤도 인공위성 요격용
- KT-2A: 극궤도 인공위성 요격용
- KT-III: 고도 1000 km 이상의 인공위성 요격용

## 사우디아라비아
2014년 1월, 뉴스위크는 사우디아라비아가 비밀리에 DF-21 몇발을 2007년에 구매했다고 폭로했다. CIA는 핵탄두 장착을 하지 않는 조건으로 거래를 승낙했다. 사우디는 1988년 비밀리에 DF-3A 미사일을 구매했다. 이 거래는 후에 폭로되었다. DF-3A는 CEP 4 km로 정확도가 매우 낮아 핵탄두를 장착해야만 의미가 있다. 그래서 걸프전 기간 동안 이라크의 스커드 미사일 공격에 아무 쓸모가 없었다. 걸프전이 끝나고, 사우디는 CIA와 DF-21 구매를 위해 협력했다. DF-21은 고체연료를 사용한다. 그래서 액체연료를 사용하는 DF-3A와 달리, 즉시발사가 가능하다. 또한 CEP 30 m로 매우 정확도가 높다. 사우디는 이동식 발사대 트럭을 구매했는지는 알려지지 않았는데, 기존의 DF-3 이동식 발사대 트럭 12대는 DF-21 발사에도 사용할 수 있다. 뉴스위크는 DF-21 구매가 이란의 막강한 장거리 탄도 미사일에 대응하는 의미가 있다고 보았다.
주적인 이란 수도 테헤란에서 사우디 수도 리야드까지는 1300 km 떨어져 있다. 2018년 사우디 언론인 자말 카슈끄지 살해로 분쟁중인 터키 수도 앙카라에서 사우디 영토까지는 1100 km 정도 떨어져 있다. 이란은 사우디 보다 강력한 장거리 탄도 미사일 보유국이지만, 터키는 사거리 300 km인 단거리 탄도 미사일만 보유중이라서, 사우디아라비아 영토에 대한 탄도 미사일 공격능력이 전혀 없다.

## 대한민국
중국 인민해방군 로켓군은 2개 미사일 여단이 DF-21 미사일로 한국을 조준하고 있다.
- 심양기지 (제51기지, 96101부대）: 요녕성 심양시, 1990년대초 길림성 퉁화시에서 이전. DF-31, DF-21, zh:中国人民解放军火箭军第六十五基地
  - 제806탄도여(96111부대): 산시성 한청시, 목표:미국, DF-31
  - 제810탄도여(96113부대): 다롄시 진저우구, 목표:일본, 한국, DF-21
  - 제816탄도여(96115부대): 길림성 퉁화시, 목표:일본, 한국, DF-15
  - 제822탄도여(96117부대): 산둥성 라이우시, 목표:일본, DF-21, 2000년 창설
  - 제826탄도여(96121부대): 허베이성 창저우시, 목표:일본, 한국, DF-21

2016년 7월 8일 한국 국방부는 사드 배치를 공식발표했다. 중국이 크게 반발하며 대규모의 사드 경제보복을 단행했다. 대한민국의 사드 배치 논란 참조.
중국은 한국에 고체연료 스커드인 DF-15 1개 미사일 여단, 고체연료 노동인 DF-21 2개 미사일 여단을 조준하고 있으며, 이는 재래식 탄두 보다는 핵탄두로 보는 것이 보통이다. 지상배치 핵미사일은 제1격의 대표적인 무기체계로서, 중국은 수십년 동안 한국에 제1격, 전면전시 핵선제공격을 하겠다고 군대를 배치한 것이다. 물론 외교부 성명에서는 중국은 일체 핵선제공격인 제1격을 정책으로 채택하지 않고 있다고 주장하지만, 지상배치 핵미사일은 제2격인 보복핵공격 수단은 아니며, 제1격 수단이다.
DF-15는 단거리 탄도 미사일이어서 한국의 패트리어트, 천궁이 방어할 수 있다. 그러나 DF-21은 방어수단이 없었는데, 사드를 배치하면서 중국의 3개 핵미사일 여단의 한국 공격능력을 모두 무력화 시켰다. 이에 따라 중국은 한국에 엄청난 경제보복을 단행했다.
사드를 배치함에 따라, 중국은 사드가 방어하지 못하는 ICBM을 고각발사하여 사드 포대를 핵공격하여 무력화 시킨 이후에, DF-15, DF-21 3개 미사일 여단으로 한국을 제1격인 핵선제공격을 할 것으로 추정된다.

## 북한
한국과 미국은 북한의 노동 1호가 액체연료 미사일이라서 연료주입에 1시간이 걸릴 것으로 보고 있다. 그래서 25분만에 연료주입중인 노동 미사일을 선제타격하는 킬체인이 가능하다고 주장한다. 그런데, 북한과 핵미사일 개발을 함께 하고 있다고 의심받는 이란의 노동 미사일은 고체연료이다. 중국 DF-21도 고체연료이며, 이란과 주적인 친미 사우디아라비아도 중국에서 고체연료인 DF-21을 수입했다. 그런데, 이란과 사우디아리비아 보다 월등하게 탄도미사일 기술력이 높다고 알려진 북한은 계속 액체연료 노동이라고 추정하고 있어서, 정보분석의 모순이 있다. 고체연료 미사일은 보통 트럭을 정차하고 발사하는데 15분이 걸린다고 알려져 있으며, 러시아는 1분만에 트럭에서 고체연료 미사일을 발사하는 동영상을 유튜브에 게시하고 있기도 하다.

## 같이 보기
- 화성-7형 - 동급의 북한, 이란, 파키스탄의 미사일
- R-21 - 동급의 소련 미사일